# Gozée
Gozée (Waals: Gouzêye) is een dorp in de Belgische provincie Henegouwen, en een deelgemeente van de Waalse gemeente Thuin.
Gozée was een zelfstandige gemeente, tot die bij de gemeentelijke herindeling van 1977 toegevoegd werd aan de gemeente Thuin.

## Demografische ontwikkeling
- Bronnen:NIS, Opm:1831 tot en met 1970=volkstellingen

## Bezienswaardigheden
- Abdij van Aulne

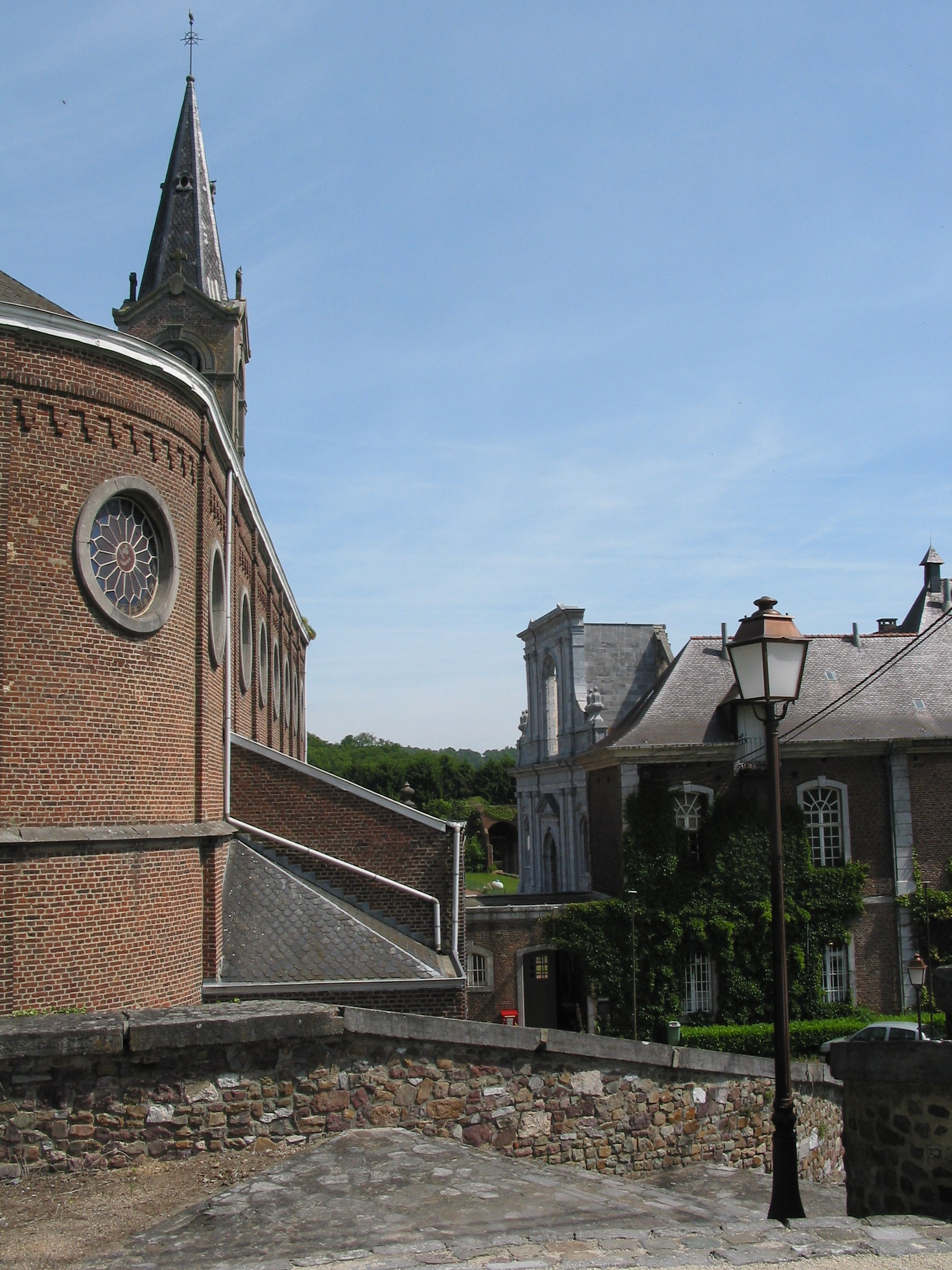
Kerk van Abdij van Aulne.
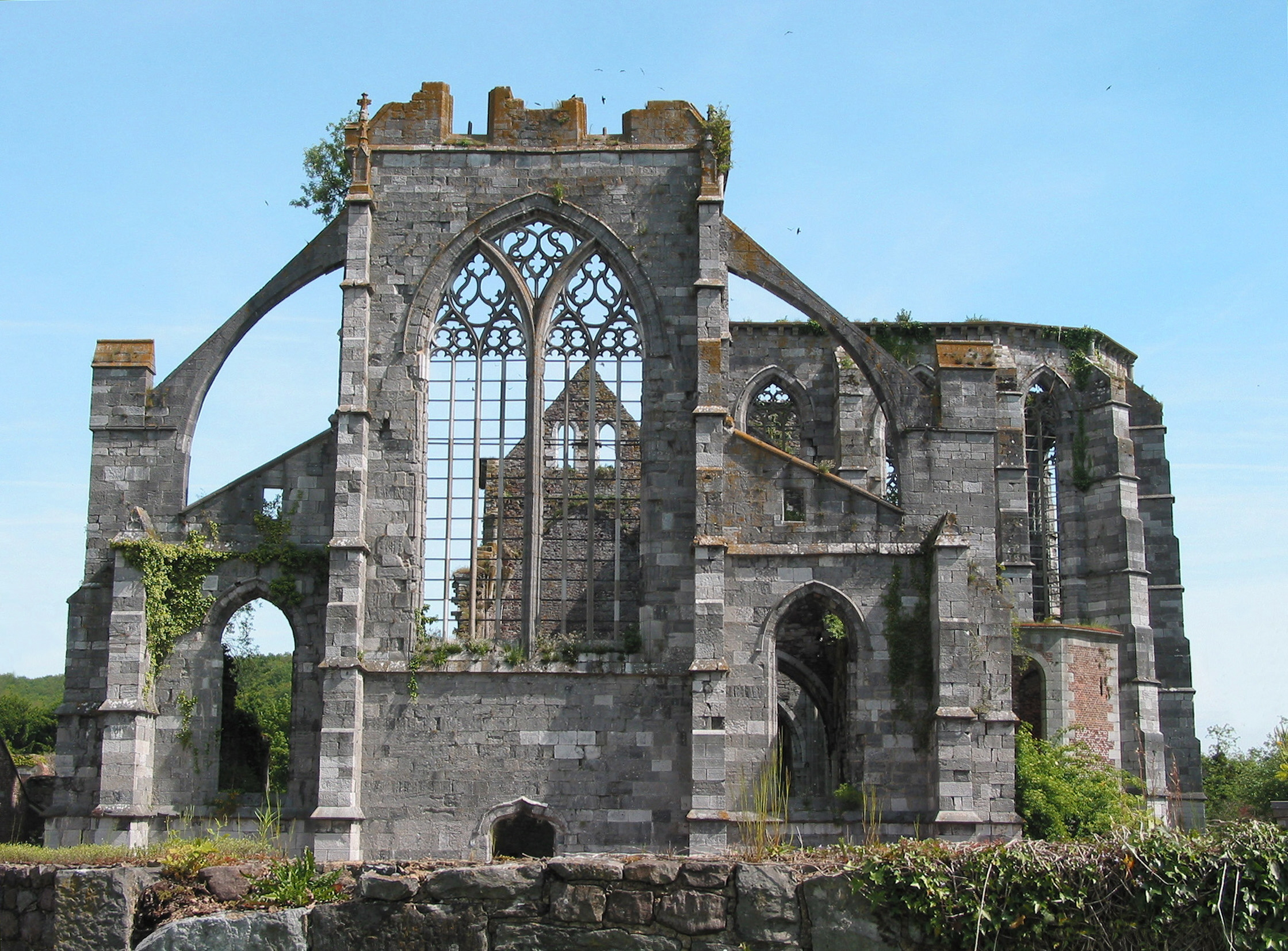
Abdij van Aulne.

## Geboren
- Franck Olivier (1948-2021), zanger en componist